# 国家弁務官
国家弁務官（こっかべんむかん、独：Reichskommissar ライヒスコミッサール）は、ドイツ帝国期からナチス・ドイツ期のドイツが設置していた弁務官。ドイツの中央政府（ライヒ政府）より任命され、特定の行政問題を担当した。「ライヒ」の訳により、「帝国弁務官」と訳されることが多いが、共和政であったヴァイマル共和政時代やナチス・ドイツ時代にも設置されていたので本稿では「国家弁務官」と訳すものとする。ドイツ支配地の行政の監督を行う国家弁務官の場合は「総督」「民政長官」などとも訳される。

## ドイツ帝国

### 本国
ドイツ帝国本国では、特別の行政問題を監督させる者を国家弁務官に任じていた。たとえばハンブルクには「移住問題国家弁務官」（Reichskommissar für das Auswanderungswesen）が設置されていた。
また1890年8月にヘルゴラント島がヘルゴランド＝ザンジバル条約の下、大英帝国からドイツ帝国に譲渡されたが、この後、1891年2月にこの島がプロイセン王国のシュレースヴィヒ＝ホルシュタイン州に編入されるまでの間、島の行政官として国家弁務官が置かれていた。その際の国家弁務官はアドルフ・ヴェルムート(Adolf Wermuth)であった。

### 植民地・保護国
ドイツ帝国の植民地や保護国にも総督として国家弁務官が置かれた。
- カメルーンの国家弁務官
  - グスタフ・ナハティガル（1884年7月14日‐1884年7月19日）
  - マキシミリアン・ブフナー（代理）（1884年7月19日‐1885年4月1日）
  - エドゥアルト・フォン・クノール（代理）（1885年4月1日‐1885年7月4日）
- トーゴの国家弁務官
  - グスタフ・ナハティガル（1884年7月14日‐1884年7月19日）
  - ハインリヒ・ランダート(Heinrich Randad)（1884年7月6日 - 1885年6月26日）
  - エルンスト・ファルケンタール（Ernst Falkenthal）（1885年6月26日 - 1887年5月）
  - イェスコ・フォン・プットカマー（Jesko von Puttkamer）（代理）（1887年7月 - 1888年10月17日）
  - オイゲン・フォン・ツィメラー（Eugen von Zimmerer）（1888年10月17日‐1891年4月14日）
  - 空席（1891年4月14日 - 1892年6月4日）
  - イェスコ・フォン・プットカマー（1892年6月4日 - 1893年11月）
- ドイツ領南西アフリカの国家弁務官
  - グスタフ・ナハティガル（1884年10月7日-1885年）
  - ハインリヒ・ゲーリング（代理）（1885年5月 - 1890年8月）
  - ルイス・ネルス（代理）（1890年8月 - 1891年3月 )
  - クルト・フォン・フランソワ（Curt von François）（1891年3月 - 1893年11月）
- ドイツ領東アフリカの国家弁務官
  - ヘルマン・フォン・ヴィスマン（1888年2月8日 - 1891年2月21日）（Hermann von Wissmann）
- オセアニアの国家弁務官
  - ヴィルヘルム・クナッペ(Wilhelm Knappe)（1886年‐1887年）
  - フランツ・ゾンネンシャイン(Franz Leopold Sonnenschein)（1888年‐1889年）

## ヴァイマル共和国
第一次世界大戦の敗戦により植民地をすべて喪失したヴァイマル共和政下のドイツでは植民地の行政を担当する国家弁務官は設置されなかった。国内の行政問題にかかる国家弁務官は存在した。公共秩序管理担当国家弁務官は1920年から1929年まで内務大臣の指揮下に設置されていた。
また1932年にはドイツ国首相フランツ・フォン・パーペンは、プロイセン自由州首相オットー・ブラウンが率いるプロイセン州政府がドイツ国政府の命令を無視したとして「プロイセン・クーデター」を起こしてブラウン以下州政府の要人を排除した。この後、パーペンは暫定的な処置としてプロイセン州に国家弁務官を設置し、パーペン自身が国家弁務官に就任している。

## ナチス・ドイツ
ヒトラー内閣が成立した当日、ヘルマン・ゲーリング（航空担当）、フランツ・ゼルテ（労働問題担当）、ギュンター・ゲレーケ（de:Günther Gereke）（公共事業担当）の3人が国家弁務官に任ぜられた。ナチス・ドイツ時代にはこのほかにも個別の政策に対応する国家弁務官が置かれた。
2月6日、「プロイセンにおける秩序ある政府の樹立のためのライヒ大統領令」が発せられ、パーペンが再び国家弁務官に就任し、プロイセン州の権限を握った。その後、テューリンゲン州、メクレンブルク＝シュヴェリーン自由州、オルデンブルク自由州、ブラウンシュヴァイク自由州、アンハルト自由州、リッペ自由州にも国家弁務官が置かれた。バイエルン州などは抵抗したものの、国会議事堂放火事件後に発せられた緊急大統領令（ドイツ国民と国家を保護するための大統領令）がその抵抗力を奪った。3月9日、突撃隊と親衛隊がミュンヘン市内を騒擾状態に陥れた。これを州政府が統御できないことを理由にしてフランツ・フォン・エップがバイエルン州の国家弁務官となり、州政府を解散させた。これは州の自治権を奪う強制的同一化（ドイツ語: Gleichschaltung）の動きの中で行われた。
4月7日には『ラントとライヒの均制化に関する暫定法律の第二法律』が公布され、国家弁務官に代わってライヒ代官（または国家代理官、州総督Reichsstatthalter）の設置が定められ各州の国家弁務官はその役割を終えた。しかし1935年にドイツ領に復帰したザール、1938年のアンシュルスによって併合したオストマルク州（オーストリア）、ミュンヘン会談によって獲得したズデーテン地方なども過渡的措置として国家弁務官が置かれている。
第二次世界大戦の占領地域のいくつかにも国家弁務官が置かれた（国家弁務官統治区域）。これらの弁務官は総督という訳語を当てられることがある。

### 政策別国家弁務官
航空
- ヘルマン・ゲーリング（1933年1月30日 - 1945年4月28日）

労働
- フランツ・ゼルテ（1933年1月30日 - 1934年7月6日）
- コンスタンティン・ヒールル（1934年7月6日 - 1945年4月30日）

スポーツ
- ハンス・フォン・チャマー・ウント・オステン（ドイツ語版）（1933年4月27日 - 1943年5月25日）
- カール・フォン・ハルト（ドイツ語版）（1943年5月25日 - 1945年4月30日）

法律
- ハンス・フランク（1933年4月27日 - 1934年12月19日）

入植問題
- ゴットフリート・フェーダー（1933年4月1日 - 1934年12月6日）

酪農
- ベルント・フォン・カンネ（ドイツ語版）（1933年8月4日 - 1945年4月30日）

鉱業
- ヨハン・プッペ（ドイツ語版）（1934年6月30日 - 1937年1月21日）

価格統制
- カール・ゲルデラー（1933年11月5日 - 1935年6月1日）
- ヨーゼフ・ヴァーグナー（ドイツ語版）（1936年10月29日 - 1944年）
- ハンス・フィッシュベック（ドイツ語版）（1944年 - 1945年4月30日）

公共事業
- ギュンター・ゲレーケ（1933年1月30日 - 1933年3月30日）
- フリードリヒ・シルップ（ドイツ語版）（1933年3月25日 - 1933年3月30日）

中小事業者
- エーリヒ・ヴィーンベック（ドイツ語版）（1933年3月22日 - 1945年4月30日）

自動車
- カール・エドゥアルト・フォン・ザクセン＝コーブルク＝ゴータ（1933年4月 - 1945年4月30日）

ザールラント再統合担当
- ヨーゼフ・ビュルケル（1935年2月11日 ‐ 1941年3月31日）

オーストリア・ドイツ再統合担当
- ヨーゼフ・ビュルケル（1938年4月23日 ‐ 1940年3月31日）

海運
- カール・カウフマン（1942年5月30日 ‐ 1945年4月30日）

公衆衛生及び保健
- カール・ブラント（1944年8月25日 ‐ 1945年4月20日）

### 獲得地域の国家弁務官
- ザールラントの国家弁務官
  - ヨーゼフ・ビュルケル（1938年10月 ‐ 1941年3月31日）
- ズデーテン地方の国家弁務官
  - コンラート・ヘンライン（1938年10月1日 ‐ 1939年5月1日）
- オストマルク州（オーストリア）の国家弁務官（1938年3月15日 ‐ 1939年4月30日） 
  - アルトゥル・ザイス＝インクヴァルト

### 占領地担当国家弁務官
- オランダ(Reichskommissariat Niederlande)
  - アルトゥル・ザイス＝インクヴァルト（1940年5月29日 - 1945年5月5日）
- ノルウェー(ノルヴェーゲン国家弁務官区)
  - ヨーゼフ・テアボーフェン（1940年4月25日 - 1945年5月7日）
  - フランツ・ベーメ（代理）（1945年5月7日 - 1945年5月8日）
- オストラント（バルト三国及び白ロシア）(Reichskommissariat Ostland)
  - ヒンリヒ・ローゼ（1941年4月7日 - 1944年12月）
- ウクライナ
  - エーリヒ・コッホ（1941年4月7日 - 1944年12月）
- モスクワ（占領後予定）（Reichskommissariat Moskowien）
  - ジークフリート・カッシェ
- コーカサス（占領後予定）(Reichskommissariat Kaukasien)
  - アルノ・シッケダンツ(Arno Schickedanz)
- ドン・ヴォルガ（占領後予定)（Reichskommissariat Don-Wolga）
  - ディートリヒ・クラッゲス（Dietrich Klagges）
- ベルギー=北フランス（Reichskommissariat Belgien und Nordfrankreich）
  - ヨーゼフ・グローエ（Josef Grohé）（1941年7月19日 - 1944年12月）